# Que Sera Sera (album)
Que Sera Sera – piąty album Johnny’ego Thundersa, wydany w 1985 roku przez wytwórnię Jungle Records.

## Lista utworów
1. "Short Lives" (PattiPalladin/Johnny Thunders) – 3:15
2. "M.I.A." (Johnny Thunders) – 2:01
3. "I Only Wrote This Song for You" (Johnny Thunders) – 2:32
4. "Little Bit of Whore" (Johnny Thunders) – 3:00
5. "Cool Operator" (Tony St.Helene/Johnny Thunders/Keith Yon) – 6:16
6. "Blame It on Mom" (Johnny Thunders) – 2:59
7. "Tie Me Up" (PattiPalladin/Johnny Thunders) – 3:11
8. "Alone in a Crowd" (Johnny Thunders) – 2:40
9. "Billy Boy" (Johnny Thunders) – 2:51
10. "Endless Party" (David Johansen/Johnny Thunders) – 2:42
11. "Que Sera, Sera (Whatever Will Be, Will Be)" (Ray Evans/Jay Livingston) – 3:41
12. "Short Lives" (PattiPalladin/Johnny Thunders) – 3:10
13. "Cool Operator" (Tony St.Helene/Johnny Thunders/Keith Yon) – 5:48

## Skład
- Johnny Thunders – wokal, gitara
- Keith Yon – gitara basowa (1–6, 8–13)
- Tony St. Helene – perkusja (1–6, 8–13)
- Nasty Suicide – gitara (1)
- Wilko Johnson – gitara (5, 10, 12)
- Paul Henri gitara – (6)
- John Perry – gitara, instr. klawiszowe, dalszy wokal (1, 3, 4, 7, 8, 10, 11)
- Patti Paladin – wokal
- Mike Monroe – saksofon, harmonijka ustna
- Billy Rath – gitara basowa (7)
- Jerry Nolan – perkusja (7)
- Judd Lander – harmonijka ustna (7)
- Pedro Ortiz – instr. perkusyjne (7)
- John Earle – saksofon (7)
- Dave Tregunna – dalszy wokal (10)
- Stiv Bators – dalszy wokal (10)
- Antoine Giacomoni – front okładki
- SMS – tył okładki